# Richard Witschge
Richard Witschge (n. 20 septembrie 1969) este un fost fotbalist neerlandez.

## Statistici
| Țările de Jos | Țările de Jos | Țările de Jos |
| An            | Meciuri       | Goluri        |
| ------------- | ------------- | ------------- |
| 1990          | 11            | 0             |
| 1991          | 6             | 1             |
| 1992          | 2             | 0             |
| 1993          | 0             | 0             |
| 1994          | 0             | 0             |
| 1995          | 3             | 0             |
| 1996          | 7             | 0             |
| 1997          | 1             | 0             |
| 1998          | 0             | 0             |
| 1999          | 0             | 0             |
| 2000          | 1             | 0             |
| Total         | 31            | 1             |